# Đại dịch COVID-19 tại Montserrat
Đại dịch COVID-19 tại Montserrat là một phần của đại dịch toàn cầu đang diễn ra do virus corona 2019 (COVID-19) và được xác nhận là đã xâm nhập vào Montserrat - một trong những lãnh thổ hải ngoại thuộc Anh vào ngày 17 tháng 3 năm 2020. Ca đầu tiên tử vong vào ngày 24 tháng 4 năm 2020. Đến ngày 31 tháng 12 năm 2021, Montserrat có 46 ca nhiễm COVID-19 trong đó có 1 ca tử vong và 44 ca đã hồi phục.
Tính đến ngày 31 tháng 12 năm 2022, Montserrat ghi nhận 1,403 trường hợp nhiễm COVID-19 và 8 trường hợp tử vong.

## Bối cảnh
Vào ngày 12 tháng 1 năm 2020, Tổ chức Y tế Thế giới (WHO) xác nhận rằng coronavirus mới là nguyên nhân gây ra bệnh đường hô hấp ở một nhóm người ở thành phố Vũ Hán, tỉnh Hồ Bắc, Trung Quốc và đã được báo cáo cho WHO vào ngày 31 tháng 12 năm 2019.
Tỷ lệ ca tử vong đối với COVID-19 thấp hơn nhiều so với đại dịch SARS năm 2003, nhưng tốc độ truyền bệnh cao hơn đáng kể cùng với tổng số người chết cũng đáng kể.
Đảo có dân số 4.649 người vào năm 2018. Xét nghiệm COVID-19 được thực hiện bởi Cơ quan Y tế Công cộng Caribe. cho đến ngày 13 tháng 5 khi hòn đảo nhận được máy xét nghiệm. Có một bệnh viện nhỏ (Bệnh viện Glendon) không có khu vực chăm sóc đặc biệt ICU. Khu chăm sóc sđặc biệt được đặt trên đảo Antigua và Guadeloupe.

## Dòng thời gian
| COVID-19 tại Montserrat () Tử vong Hồi phục Đang điều trị Thg 3Thg 4Thg 5Thg 6Thg 7Thg 815 ngày gần nhất15 ngày gần nhất | COVID-19 tại Montserrat () Tử vong Hồi phục Đang điều trị Thg 3Thg 4Thg 5Thg 6Thg 7Thg 815 ngày gần nhất15 ngày gần nhất | COVID-19 tại Montserrat () Tử vong Hồi phục Đang điều trị Thg 3Thg 4Thg 5Thg 6Thg 7Thg 815 ngày gần nhất15 ngày gần nhất | COVID-19 tại Montserrat () Tử vong Hồi phục Đang điều trị Thg 3Thg 4Thg 5Thg 6Thg 7Thg 815 ngày gần nhất15 ngày gần nhất | COVID-19 tại Montserrat () Tử vong Hồi phục Đang điều trị Thg 3Thg 4Thg 5Thg 6Thg 7Thg 815 ngày gần nhất15 ngày gần nhất |
| --- | --- | --- | --- | --- |
| Ngày | Ngày | | Ca nhiễm | Ca nhiễm |
| 2020-03-18 | 2020-03-18 | | 1(n.a.) | 1(n.a.) |
| ⋮ | ⋮ | | 1(=) | 1(=) |
| 2020-03-23 | 2020-03-23 | | 2(+100%) | 2(+100%) |
| ⋮ | ⋮ | | 2(=) | 2(=) |
| 2020-03-26 | 2020-03-26 | | 5(+150%) | 5(+150%) |
| ⋮ | ⋮ | | 5(=) | 5(=) |
| 2020-04-03 | 2020-04-03 | | 6(+20%) | 6(+20%) |
| ⋮ | ⋮ | | 6(=) | 6(=) |
| 2020-04-07 | 2020-04-07 | | 9(+50%) | 9(+50%) |
| ⋮ | ⋮ | | 9(=) | 9(=) |
| 2020-04-12 | 2020-04-12 | | 11(+22%) | 11(+22%) |
| ⋮ | ⋮ | | 11(=) | 11(=) |
| 2020-04-17 | 2020-04-17 | | 11(=) | 11(=) |
| ⋮ | ⋮ | | 11(=) | 11(=) |
| 2020-04-24 | 2020-04-24 | | 11(=) | 11(=) |
| ⋮ | ⋮ | | 11(=) | 11(=) |
| 2020-04-29 | 2020-04-29 | | 11(=) | 11(=) |
| 2020-04-30 | 2020-04-30 | | 11(=) | 11(=) |
| 2020-05-01 | 2020-05-01 | | 11(=) | 11(=) |
| ⋮ | ⋮ | | 11(=) | 11(=) |
| 2020-05-08 | 2020-05-08 | | 11(=) | 11(=) |
| ⋮ | ⋮ | | 11(=) | 11(=) |
| 2020-05-15 | 2020-05-15 | | 11(=) | 11(=) |
| ⋮ | ⋮ | | 11(=) | 11(=) |
| 2020-07-10 | 2020-07-10 | | 12(+9,1%) | 12(+9,1%) |
| ⋮ | ⋮ | | 12(=) | 12(=) |
| 2020-08-07 | 2020-08-07 | | 13(+8,3%) | 13(+8,3%) |
| Nguồn dữ liệu từ gov.ms                                                                                                  | | | | |

### Tháng 3 năm 2020
Vào ngày 18 tháng 3, trường hợp đầu tiên ở Montserrat đã được xác nhận. Bệnh nhân đã đi từ London đến Antigua trước khi đến Montserrat. Vào ngày 13 tháng 3, các nhà chức trách đã thông báo có một bệnh nhân COVID-19 đã được phát hiện trên chuyến bay đó và sau đó tất cả hành khách đã được cách ly và xét nghiệm.
Vào ngày 23 tháng 3, trường hợp thứ hai đã được xác nhận. Bệnh nhân trước đó không đi xa và là trường hợp đầu tiên lây lan trong cộng đồng.
Vào ngày 26 tháng 3, thêm 3 trường hợp được xác nhận là dương tính, nâng tổng số lên 5 trường hợp nhiễm COVID-19 trên đảo.

### Tháng 4 năm 2020
Vào ngày 7 tháng 4, số trường hợp đã tăng lên tám.
Vào ngày 24 tháng 4, ca tử vong đầu tiên liên quan đến COVID-19 tại Montserrat là một phụ nữ 92 tuổi.
Vào ngày 25 tháng 4, Montserrat không ghi nhận ca nhiễm mới tuần thứ hai.

### Tháng 5 năm 2020
Vào ngày 6 tháng 5, Thủ hiến Joseph E. Farrell thông báo rằng các máy xét nghiệm COVID-19 sẽ sớm đến và hòn đảo đó sẽ sớm có thể tự lực xét nghiệm.
Vào ngày 12 tháng 5, một bản đánh giá tác động kinh doanh đã được công bố. COVID-19 gây ra thiệt hại kinh tế 3,6 triệu đô la Mỹ.
Đến ngày 15 tháng 5, không còn ca dương tính nào đang điều trị tại Montserrat.

### Tháng 7 năm 2020
Vào ngày 10 tháng 7, 1 trường hợp mới đã được phát hiện. Người đó đã ở trên đảo từ tháng Ba. Quá trình truy vết được tiến hành.

### Tháng 8 năm 2020
Vào ngày 7 tháng 8, 2 trường hợp cuối cùng đã phục hồi và hòn đảo một lần nữa không còn trường hợp nào đang điều trị nữa.

### Tháng 2 năm 2021
Hòn đảo bắt đầu chiến dịch tiêm chủng vào ngày 8 tháng 2 năm 2021; đến ngày 11 tháng 5, 1321 người ở Montserrat (28,4%) đã tiêm ít nhất một liều vắc-xin và 976 (21,0%) đã tiêm liều thứ hai.

## Biện pháp phòng ngừa

### Năm 2020
- Ngày 24 tháng 2: Hạn chế đi lại đối với Trung Quốc (bao gồm Hồng Kông, Ma Cao và Đài Loan), Nhật Bản, Malaysia, Singapore, Hàn Quốc, Thái Lan và Iran.[24]
- Ngày 26 tháng 2: Hạn chế đi lại được mở rộng đến miền Bắc nước Ý.[25]
- Ngày 14 tháng 3: Trường học đóng cửa và cấm tụ tập trên 50 người.[26] Việc đến thăm viện và nhà của người cao tuổi bị cấm.[27]
- Ngày 21 tháng 3: Việc tụ tập trên 25 người bị cấm. Bắt buộc cách ly 14 ngày đối với khách du lịch.[28]
- Ngày 25 tháng 3: Việc tụ tập trên 4 người bị cấm. Lệnh giới nghiêm sẽ bắt đầu từ 19:00 đến 05:00. Du lịch không thiết yếu bị cấm. Người không phải công dân đảo bị cấm nhập cảnh bằng máy bay hoặc tàu thủy.[29]
- Ngày 28 tháng 3: giới nghiêm 24 giờ từ ngày 28 tháng 3 đến ngày 14 tháng 4.[30]
- Ngày 9 tháng 4: Phong tỏa hoàn toàn hòn đảo trong 7 ngày có hiệu lực và thời gian giới nghiêm được kéo dài đến ngày 30 tháng 4. Vào ngày 11 và 12 tháng 4, mọi người được phép mua sắm các mặt hàng thiết yếu theo 4 nhóm theo danh sách họ tên người mua.[31]
- Ngày 17 tháng 4: Lệnh phong tỏa kéo dài đến ngày 1 tháng 5. Từ ngày 20 đến ngày 22 tháng 4, mọi người sẽ được phép mua sắm các mặt hàng thiết yếu theo danh sách họ tên người mua.[32]
- Ngày 29 tháng 4: Mở cửa lại có giới hạn cho các cơ sở kinh doanh thiết yếu từ ngày 1 tháng 5 đến ngày 7 tháng 5. Mọi người sẽ được phép rời khỏi nhà để đi làm việc thiết yếu và hạn chế tập thể dục bên ngoài.[33]
- Ngày 6 tháng 5: Mọi người được phép đến nơi công cộng từ 05:00 đến 19:00 từ thứ Hai đến thứ Sáu cho các công việc cần thiết. Mọi người được phép tham gia một hoạt động một mình hoặc với không quá 4 thành viên trong cùng một hộ gia đình trong khoảng thời gian từ 05:00 đến 08:00 và từ 16:00 đến 18:30.[21]
- Ngày 22 tháng 5: Giờ giới nghiêm được sửa đổi thành từ 20:00 đến 05:00. Sẽ không có phong tỏa cuối tuần. Tất cả các cửa hàng bán lẻ có thể mở cửa trở lại. Nhà hàng chỉ có thể mở cửa trở lại dưới dạng mang đi. Nghề xây dựng có thể tiếp tục. Chỉ có người trong gia đình mới có thể đến thăm nhà hưu trí.[34] Tiệm cắt tóc, nhà thờ, xe buýt và taxi được phép mở cửa trở lại với những điều kiện nghiêm ngặt. Các quán bar, câu lạc bộ đêm, phòng tập thể dục và trường học sẽ vẫn đóng cửa.[35]

## Thống kê
Thời gian số lượng các trường hợp dương tính đang chữa trị